# Урес Віктор Юхимович
Віктор Юхимович Урес (нар. 31 серпня 1948, Миколаїв) — головний диригент Миколаївського академічного українського театру драми і музичної комедії, заслужений артист України.
Розпочав творчу діяльність у 1970 році у Миколаївській філармонії. Закінчив Київський державний інститут культури імені О. Корнійчука (1976, курс М. Й. Фридмана). У 1982—1986 роках — старший викладач кафедри духових інструментів Миколаївської філії КДІК.
З 1986 року — головний диригент Миколаївського академічного українського театру драми та музичної комедії. Здійснив понад 70 вистав. Автор музики до близько 30-ти вистав театру.
Удостоєний звання лауреата Республіканської премії імені М. Островського (1980), почесного звання «заслужений артист України» (1997), звання лауреату обласної премії імені М. Аркаса (2004), має численні дипломи та грамоти.